# Svetlana Abrósimova
Svetlana Olégovna Abrósimova, en ruso: Светлана Олеговна Абросимова (nacida el 9 de julio de 1980 en San Petersburgo, Rusia) es una jugadora de baloncesto rusa. Ha conseguido 8 medallas en competiciones internacionales con Rusia. 